# Kärpf
Kärpf är ett berg i Schweiz.   Det ligger i kantonen Glarus, i den östra delen av landet, 120 km öster om huvudstaden Bern. Toppen på Kärpf är 2 794 meter över havet, eller 649 meter över den omgivande terrängen. Bredden vid basen är 4,9 km.
Terrängen runt Kärpf är huvudsakligen bergig, men den allra närmaste omgivningen är kuperad. Närmaste större samhälle är Glarus, 13,9 km norr om Kärpf. 
Trakten runt Kärpf består i huvudsak av gräsmarker. Runt Kärpf är det glesbefolkat, med 17 invånare per kvadratkilometer.